# Alan Barblett
Alan James Barblett (ur. 17 listopada 1929 w Perth, zm. 18 listopada 2012 w Clermont w stanie Queensland) – australijski hokeista na trawie, olimpijczyk.
Występował głównie jako obrońca. Reprezentował Australię na Letnich Igrzyskach Olimpijskich 1956 w Melbourne, gdzie wystąpił w sześciu meczach, nie strzelając żadnej bramki. Australijczycy zajęli na tym turnieju piąte miejsce.
Ukończył studia na wydziale prawa Uniwersytetu  Australii Zachodniej; w 1952 roku został prawnikiem. Pełnił funkcję głównego sędziego sądu rodzinnego Australii Zachodniej w latach 1976–1994. W latach 1994–1998 był jego zastępcą.

## Życiorys
- Alan Barblett Bio, Stats and Results. Sports-reference.com. [dostęp 2014-09-06]. [zarchiwizowane z tego adresu (2012-12-15)]. (ang.).